# Burns (Wyoming)
Burns – miasto w Stanach Zjednoczonych, w stanie Wyoming, w hrabstwie Laramie.